# Rushford (Minnesota)
Rushford – miasto w Stanach Zjednoczonych, w stanie Minnesota, w hrabstwie Fillmore.